# إيف جولي
إيف جولي (بالفرنسية: Yves Joly )‏
```
(و. 
1908
 – 
2013
 
م
) هو 
محرك عرائس
، 
ومخرج مسرحي
، 
وممثل
، من 
فرنسا
، توفي عن عمر يناهز 105 عاماً.
[
1
]
```

## جوائز
حصل على جوائز منها:
- جائزة إيراسموس (1978).